# HV 11423
HV 11423（PMMR 114或140 LI-SMC）是位於杜鵑座的小麥哲倫星系內的一顆紅超巨星，距離太陽系約20萬光年。

## 知名度
HV 11423的光譜類型會改變，在2004年12月是K0-1I ，2005年12月是M4I，2006年9月又回復到K0-1I。甚大望遠鏡的光譜檔案顯示在2001年12月的光譜類型是更低溫的M4-5I。對比於1978年10月和之後的一年，它的光譜類型是M0I。M4-5是在小麥哲倫星系中觀察到的超巨星最新的光譜類型。

## 特徵
HV 11423是已知最大的恆星之一，估計它的半徑超過太陽的1,000倍。它也是一顆變星，在可見光的波段上有2星等的變化，但在紅外線中基本上是固定不變的。在變星總表中被列為慢不規則變星，但除了計算出720天的周期外，還有1,817天的次長周期。
它的總光度超過太陽30萬倍，使它在光譜和光度變化期間，依然穩穩的是最亮且低溫的超巨星之一。這顆恆星被認為正處在極度不穩定的時期，期有效溫度以幾個月的時間間隔在3,000至4,300K之間變動，可見光波段的變化可能主要是由溫度變化，以及恆星周圍的塵埃的產生和耗散引起局部的消光造成的。推測這顆恆星可能已經接近生命的終點。